# Kaple svaté Anežky (Týn nad Vltavou)
Kaple svaté Anežky je novodobá stavba nacházející se na okraji Týna nad Vltavou na území bývalé vsi Čihovice v okrese České Budějovice v Jihočeském kraji. Patří Dvoru Čihovice a stojí na malém poloostrově přilehlého rybníka. Svojí vizuální podobou má připomínat Noemovu archu. Kapli svaté Anežky vystavělo a provozuje občanské sdružení Pomoc Týn nad Vltavou jako odpověď na vzniklou potřebu vybudovat duchovní zázemí pro obyvatele v této lokalitě.

## Architektura
Se stavbou kaple se započalo v červnu 2008 a do provozu byla uvedena v listopadu 2009. Zpracovatelem projektové dokumentace a zároveň stavebním dozorem byl vltavotýnský architektonický ateliér Kobera s.r.o. Výstavba byla prováděná dodavatelsky s velkým podílem dobrovolnické práce obyvatel Čihovic pod odborným stavebním dohledem. Prostor kaple samotné je udržován obyvateli Čihovic, dobrovolníky a členy místního společenství. Podporu nad celým projektem převzalo město Týn nad Vltavou.

### Exteriér
Kaple stojí na malém poloostrově u rybníka. Je založena na ocelových mikropilotech, přes ně je uložena ocelová konstrukce, která vytváří nosný rám. Ke kapli vede lávka rovněž osazená na pilotech. Vlastní konstrukce kaple je ze dřeva. Nosné svislé konstrukce tvoří dřevěné lepené nosníky. Předsazení stěny ze svislých dřevěných prvků působí vzdušným dojmem, který zapadá do volné zeleně kolem rybníka. 
Obvodové konstrukce jsou kombinací dřevěných a velkých prosklených ploch. Podlahy jsou z masivních dubových prken na dřevěném roštu. Střecha je šikmá pultová a je nesena dřevěnými lepenými nosníky a dřevěnými vaznicemi. Zavětrování je provedeno pomocí ocelových táhel. 

### Interiér
V oltářním prostoru je oltář, ambon a sedes předsedajícího. Oltář má následující rozměry: výška 950 mm, hloubka 1 000 mm, šířka 1 800 mm a váha 350 kg. Je vyřezán z osiky, dřevo Čihovicím darovala farnost v Neratově. Autorem je amatérský řezbář František Kobera. Nad oltářem na průčelní stěně je namalovaný rozložitý keř vinné révy. 
Ambon je vyroben, stejně jako oltář, z osiky z Neratova a váží 120 kg. Přístup k ambonu je zajištěn z presbytáře a je umístěn na akusticky výhodném místě.
V kapli sv. Anežky se nachází plastika svaté Anežky, jejím autorem je bratr z rytířského řádu Křižovníků s červenou hvězdou, tato dřevořezba vznikla již v roce 1988.

## Vysvěcení
K vysvěcení kaple došlo 7. listopadu 2009 u příležitosti 20. výročí svatořečení Anežky České a současně 10. výročí založení Domova sv. Anežky v Čihovicích. Slavnosti předsedal diecézní biskup Jiří Paďour, dále se jí zúčastnili velmistr a generál Rytířského řádu Křižovníků s červenou hvězdou Jiří Kopejsko a administrátor Římskokatolické farnosti Týn nad Vltavou Marek Donnerstag. Slavnostního aktu se zúčastnilo více než půl druhé stovky poutníků z celé České republiky a Rakouska. Následně odjel autobus s poutníky do Říma na pouť připomínající 20. výročí kanonizace Anežky České.

## Využití
Kaple slouží nejen pro zdravotně znevýhodněné osoby z Domova sv. Anežky, ale i pro ostatní veřejnost. Mše se konají nepravidelně, u při příležitostí svátků a různých výročí. V kapli svaté Anežky se též odehrávají svatby (civilní i náboženské obřady), křty a konají se přednášky.
Ke kapli přiléhá meditační zahrada, kterou spravuje Zámecké zahradnictví z chráněných dílen spolku Pomoc Týn nad Vltavou.

## Galerie

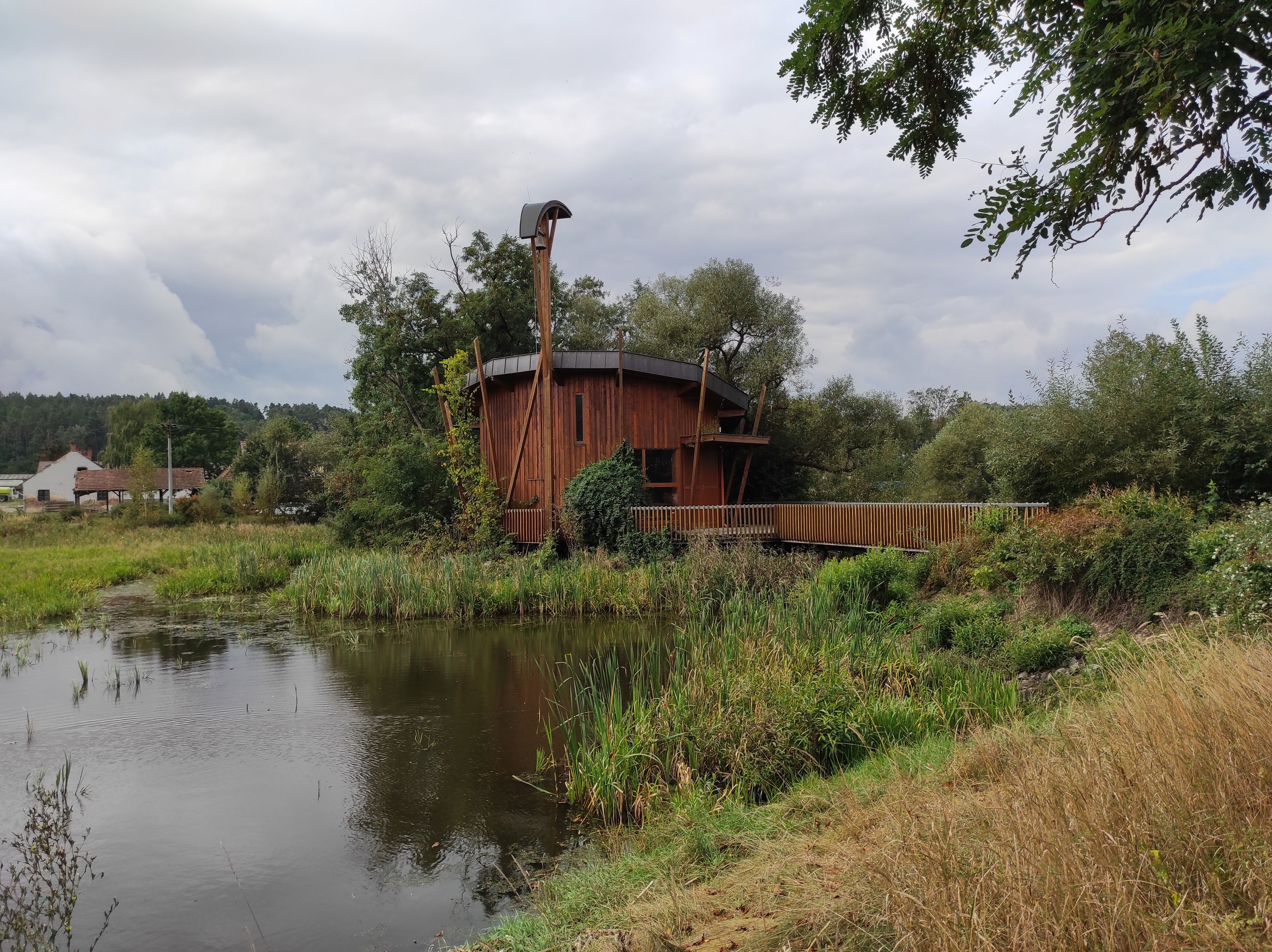
Kaple stojí na poloostrově u rybníka
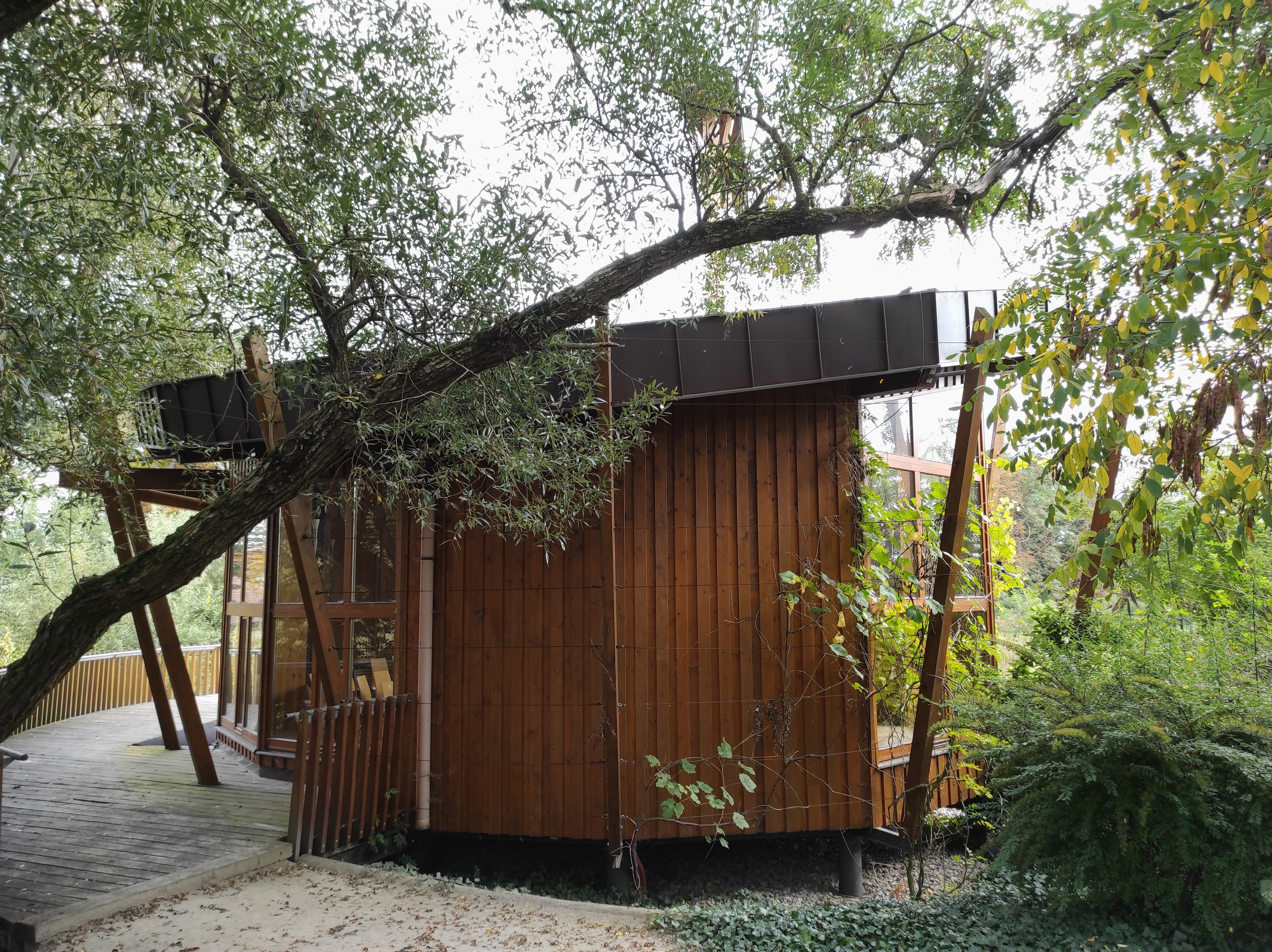
Pohled od zahrady
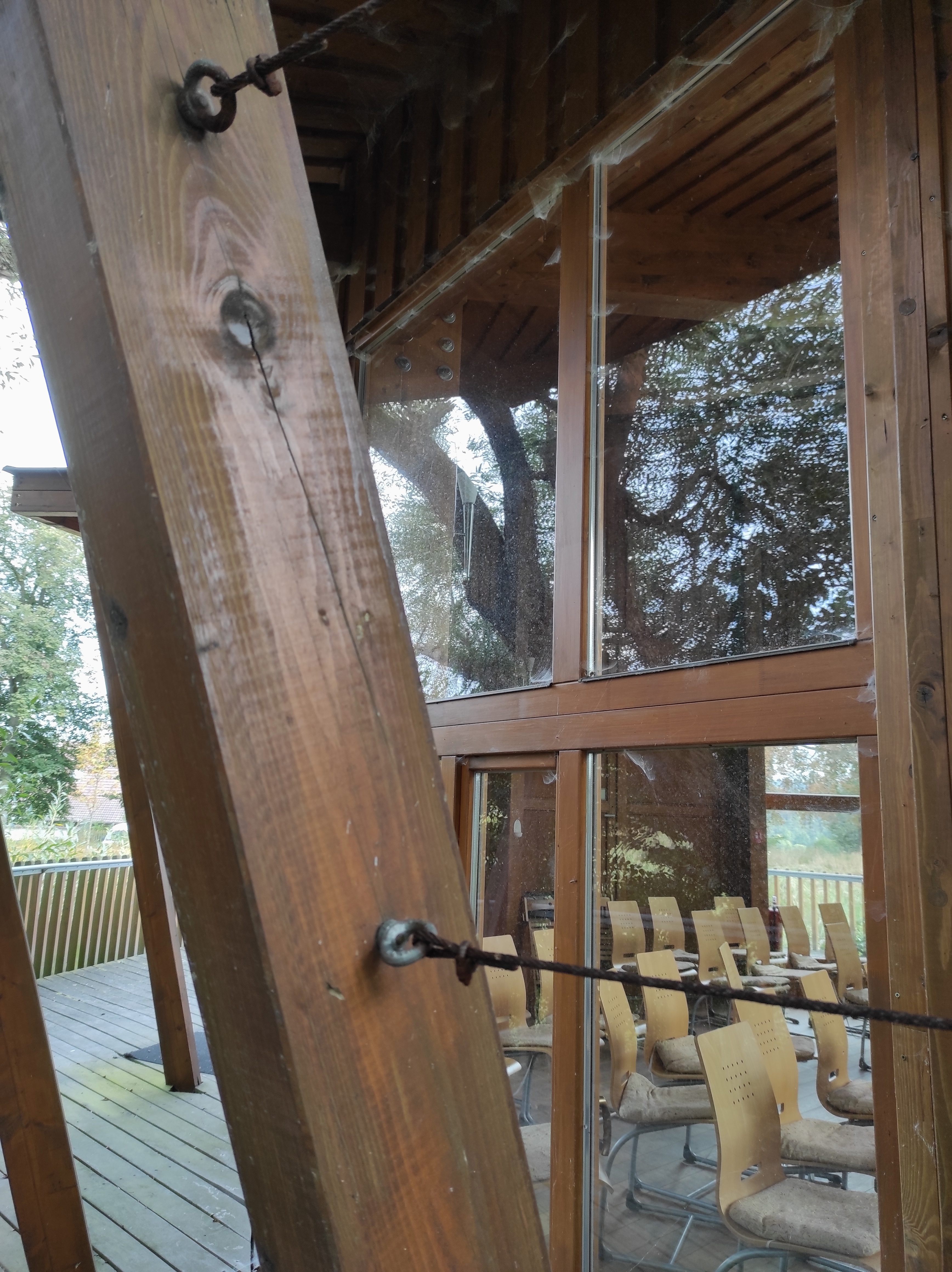
Detailní pohled na táhla
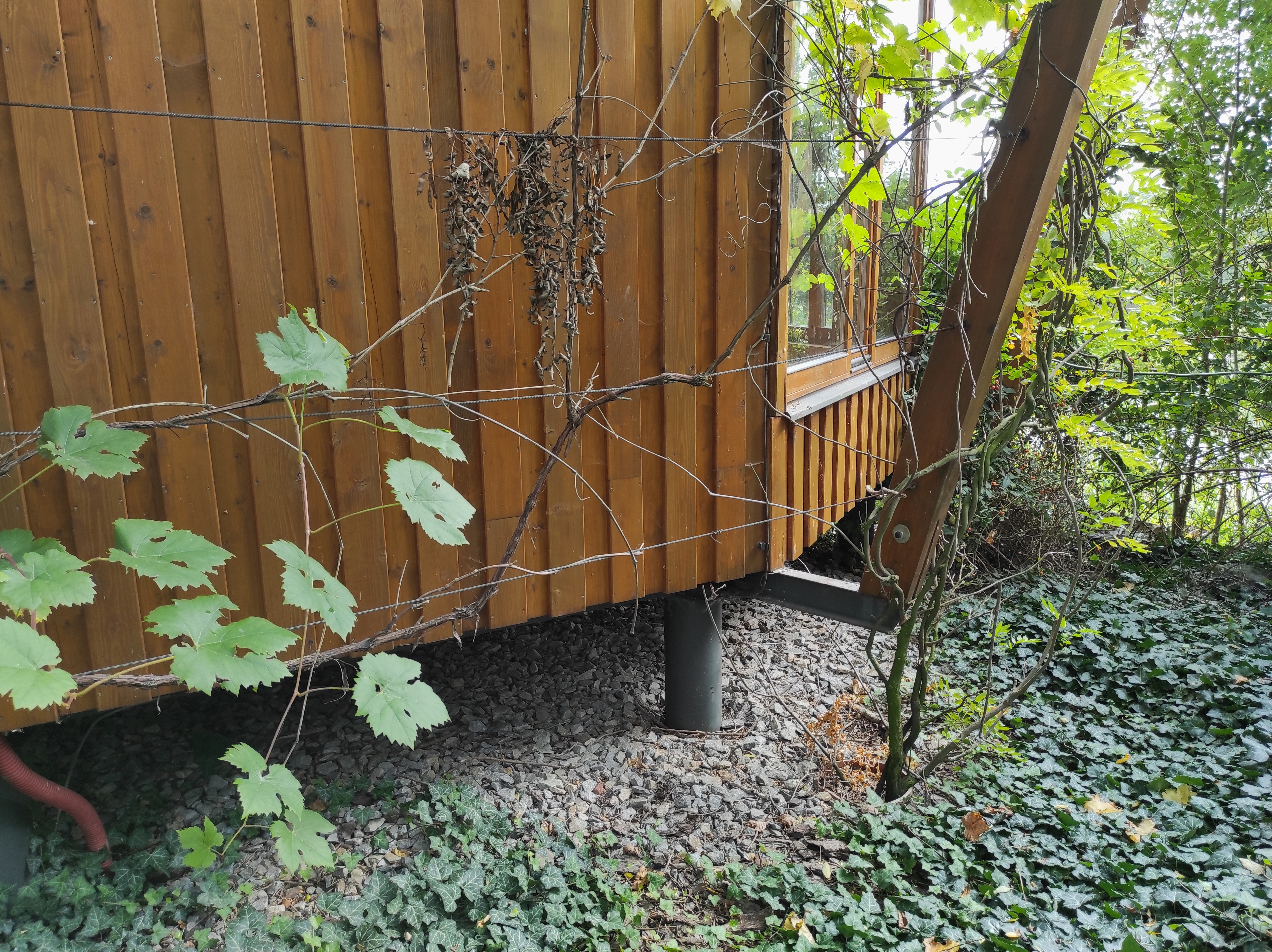
Detailní pohled na mikropiloty
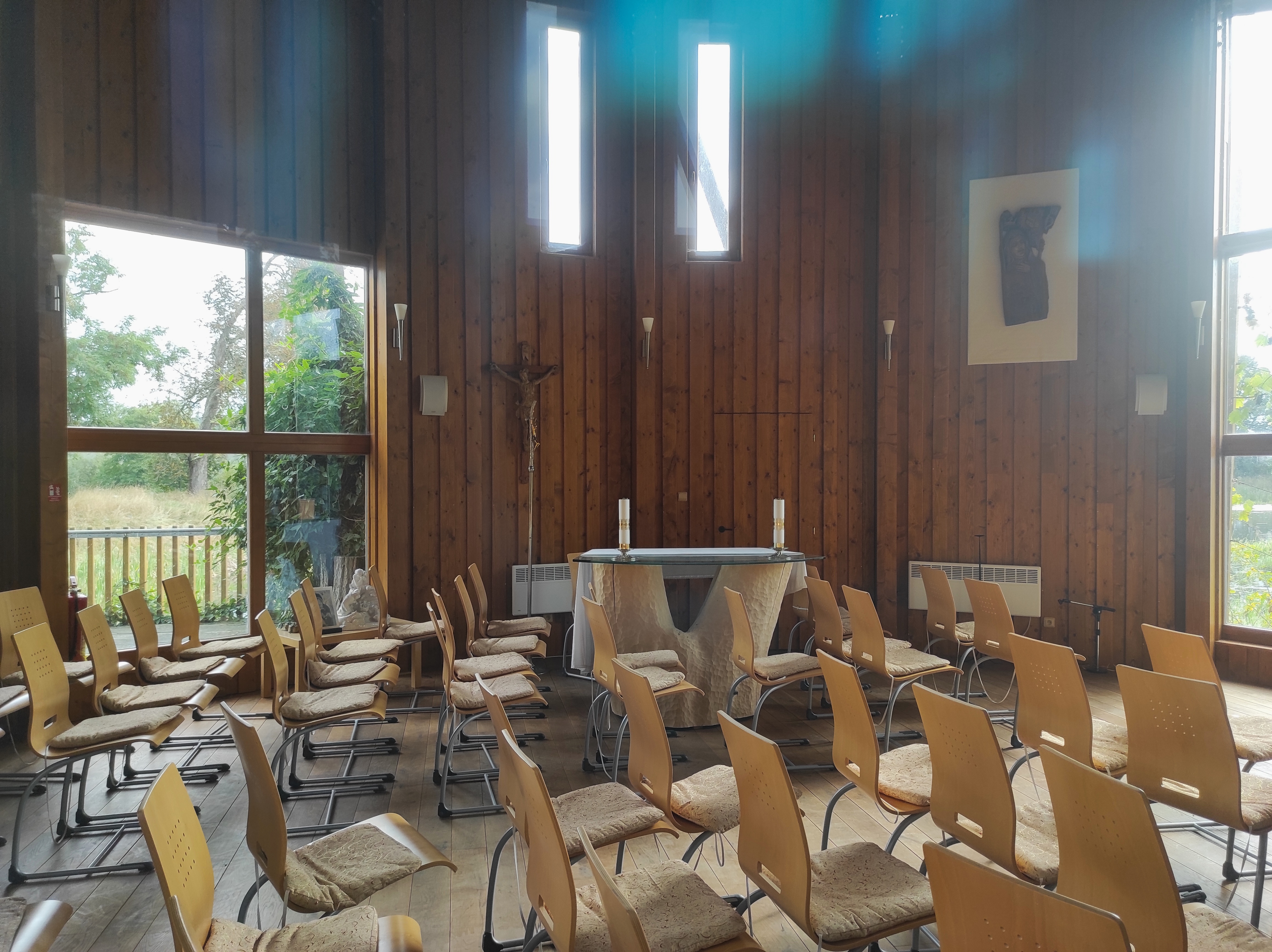
Interiér s oltářem
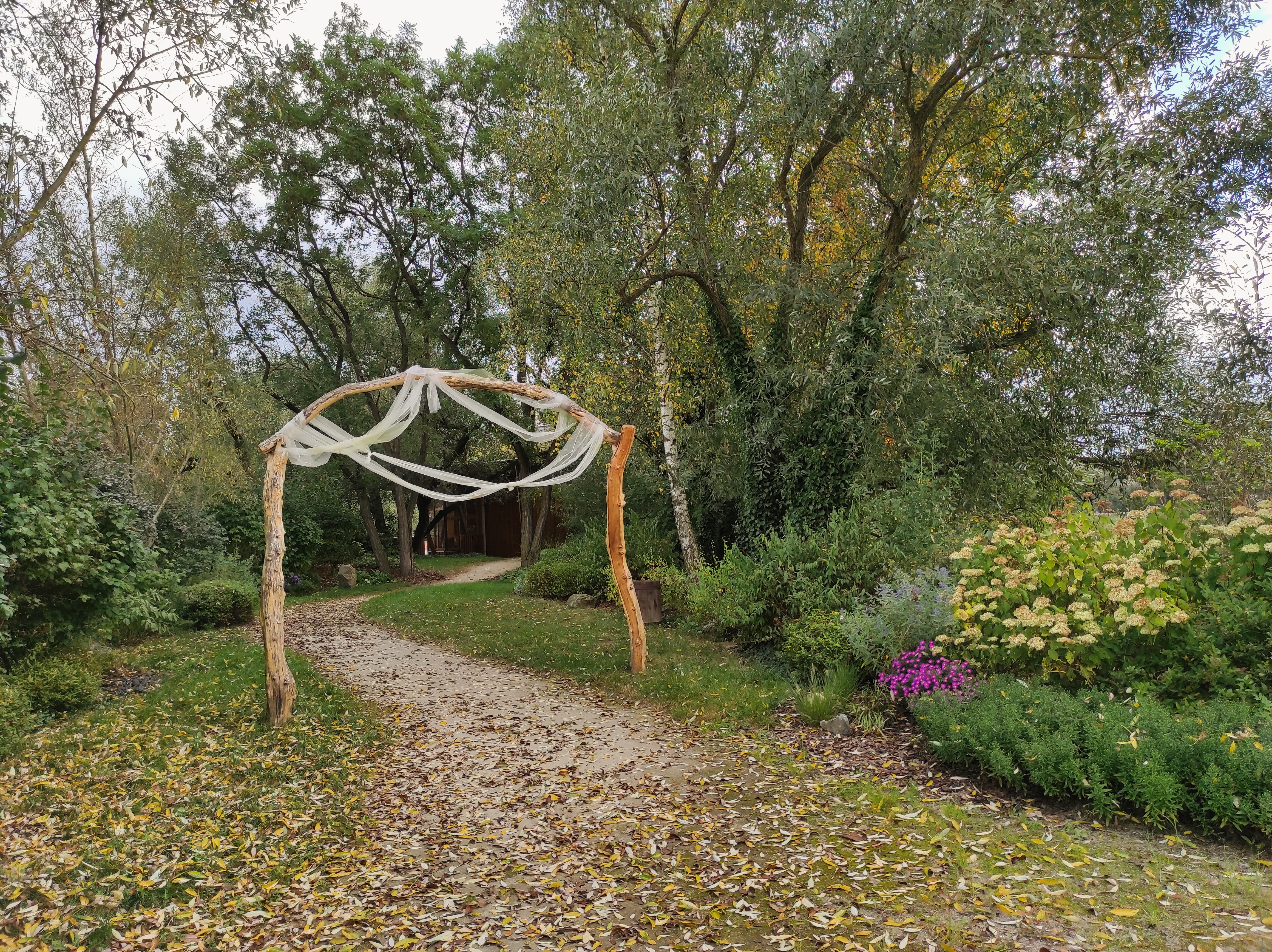
Meditační zahrada